# 两河口镇 (秭归县)
两河口镇，是中华人民共和国湖北省宜昌市秭归县下辖的一个乡镇级行政单位。

## 行政区划
两河口镇下辖以下地区：
两河村、牌楼村、宋家村、两面山村、王家垭村、太坪村、土珠庙村、月明山村、薛家村、中心观村、二甲村、堰塘坪村、铺庄村、高桥河村、香龙村、谭家河村、白庙岭村、天池垭村和云盘村。